# Николай Месарит
Никола́й Месари́т (греч. Νικόλαος Μεσαρίτης; ~ 1163/4 — после 9 мая 1216) — богослов, церковный и государственный деятель, писатель, историк, скевофилакс Храма Богородицы Фароса (греч. τοῦ Φάρου), впоследствии патриарший референдарий, митрополит Эфесский и экзарх всея Азии.
Николай родился в многодетной семье, отец Николая, Константин, был служилым и образованным человеком при императоре, хотя и не занимал высоких государственных должностей. Николай был восьмым ребёнком; известно имя также старшего брата Николая — Иоанн (~ 1163/4 — 5 февраля 1207 году), который был седьмым ребёнком в семье Константина, впоследствии — ритор (учитель Псалтыри). Дети Константина получили достаточно хорошее для того времени образование, но где и у кого они учились — неизвестно. Сведения о Николае встречаются лишь в 1201 году в связи с дворцовым переворотом, когда Иоанн Комнин Толстый поднял мятеж против императора Алексея III Ангела. В должности скевофилакса Николай защищал сокровища церкви Фаросской и был ранен. После захвата крестоносцами Константинополя в 1204 году Николай оставался в столице и осуществлял связь между греческим духовенством и никейским двором. Вместе со старшим братом Иоанном, Николай неоднократно принимал участие в диспутах с латинскими богословами. Например, года в начале завоевания Капуано, Пьетро (старший) убеждает греков признать власть нового латинского патриарха Томаззо Морозини, а 30 августа 1206 кардинал Бенедикт Санта-Сузанна пытался убедить греков в том же, но греческое духовенство в обоих случаях отказываются это сделать.
В феврале 1207 года, после смерти брата, Николай уезжает в Никейскую империю, где становится митрополитом и экзархом всей Азии. В 1214/5 Николай ведет переговоры с папским легатом кардиналом Пайо Гальвау по тем же вопросам, уступчивость Николая не понравилась императору Феодору I Ласкарису, и император отозвал митрополита с переговоров. Точная дата смерти Николая Месарита — неизвестна, последнее упоминание о нём это 1216 год.

## Сочинения
- Описание церкви святых Апостолов в Константинополе
- Речь о подавлении мятежа Иоанна Комнина
- Эпитафия брату оратору Иоанну Месариту
- Речь о переговорах в Константинополе с кардиналом Пелагием

Месариту принадлежат речи, записки, агиографические сочинения; возможно, поэма о Петре и Павле; сохранились несколько синодальных грамот Николая Месарита.